# The Hills (Texas)
The Hills è un villaggio degli Stati Uniti d'America, situato nello stato del Texas, nella contea di Travis.